# 筑波 (つくば市)
筑波（つくば）は茨城県つくば市の地名。郵便番号は300-4352。

## 地理
つくば市の北端、1988年以前の筑波町の北端に位置する。区域内は筑波山となっており、北部には女体山と男体山と呼ばれる山頂がある。筑波山中にはホシザキユキノシタなど日本で初めて発見された植物が多数生育する。南部には筑波山神社拝殿、大御堂、筑波温泉の旅館や土産物店などが並ぶ筑波の町がある。また、南西に飛び地がある。

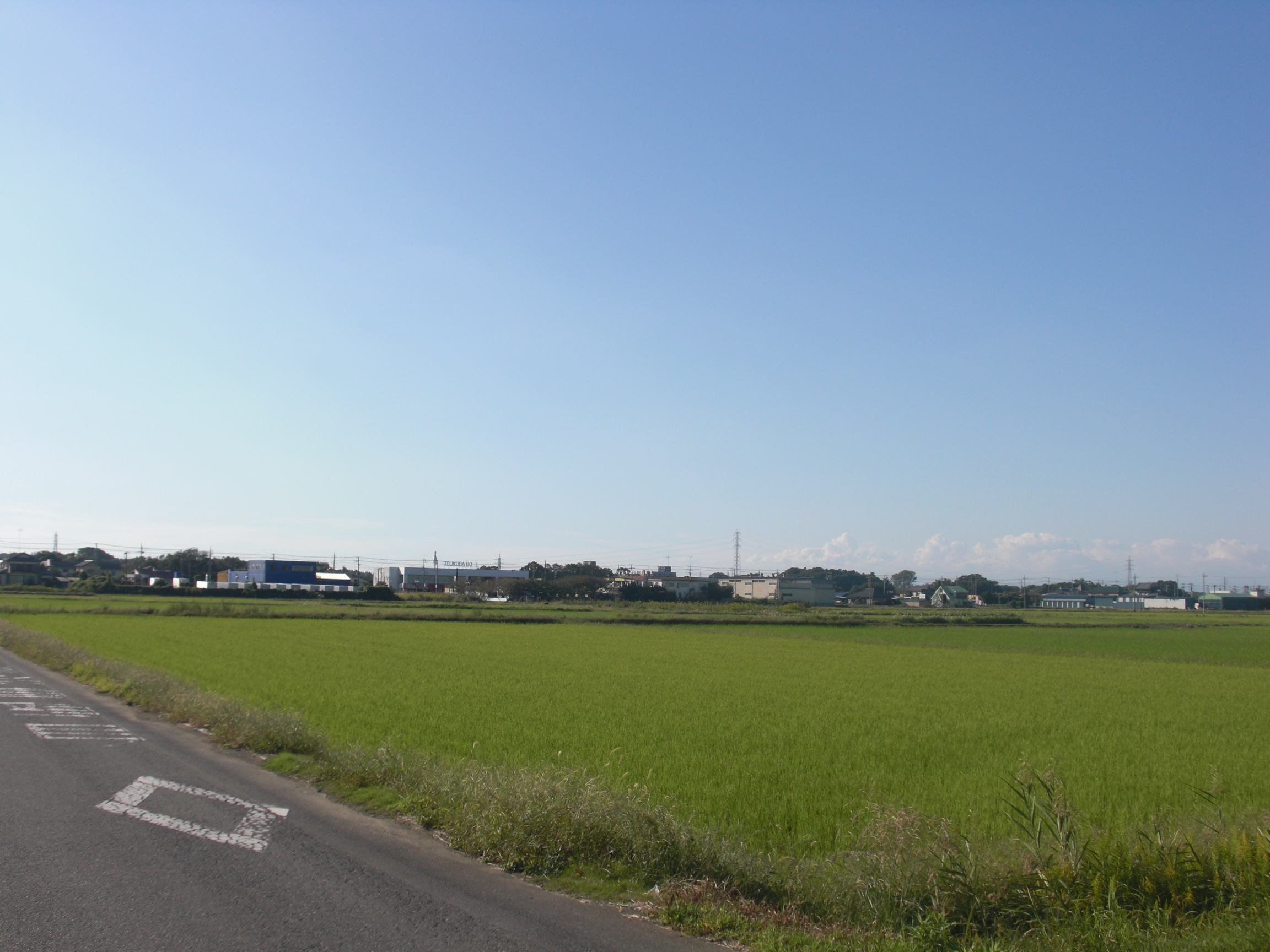
筑波（飛び地）

東は石岡市小幡、西は上大島・国松・沼田、南は臼井、北は桜川市真壁町羽鳥と接している。飛び地は、北は沼田、東は臼井、南は神郡、西は大貫と接する。

### 川・沢
（地区内の西側から主なもの ）
- 男女川（みなのがわ）
- 千寺川（せんじゅがわ）
- 又次沢
- 逆川

## 歴史
筑波の歴史は筑波山神社の項も参照。
- 奈良時代の延暦年間か平安時代の天長年間 : 徳一が筑波山寺を開く。のちに地足院中禅寺と称するようになり、修験道の霊場となる。
- 平安時代 : 陽成院が「つくばねの峰よりおつるみなの川 恋ぞつもりて淵となりける」と筑波山と筑波を流れる男女川を詠む。
- 筑波への登山道は、古くは石岡から柿岡・小幡を経て、山の南東の十三塚峠を越えて筑波に達するもので、この道筋に東山町（元町とも言った）の集落が発達[4]。
- 1602年（慶長７年） : 徳川家康が知足院に「社納」として筑波郷500石を寄進[5]。
- 1610年（慶長15年） : 徳川家康が知足院に「寺納」として500石を寄進。徳川秀忠が南麓の地（大字筑波）寺領500石の黒印状を知足院に発給[5]。

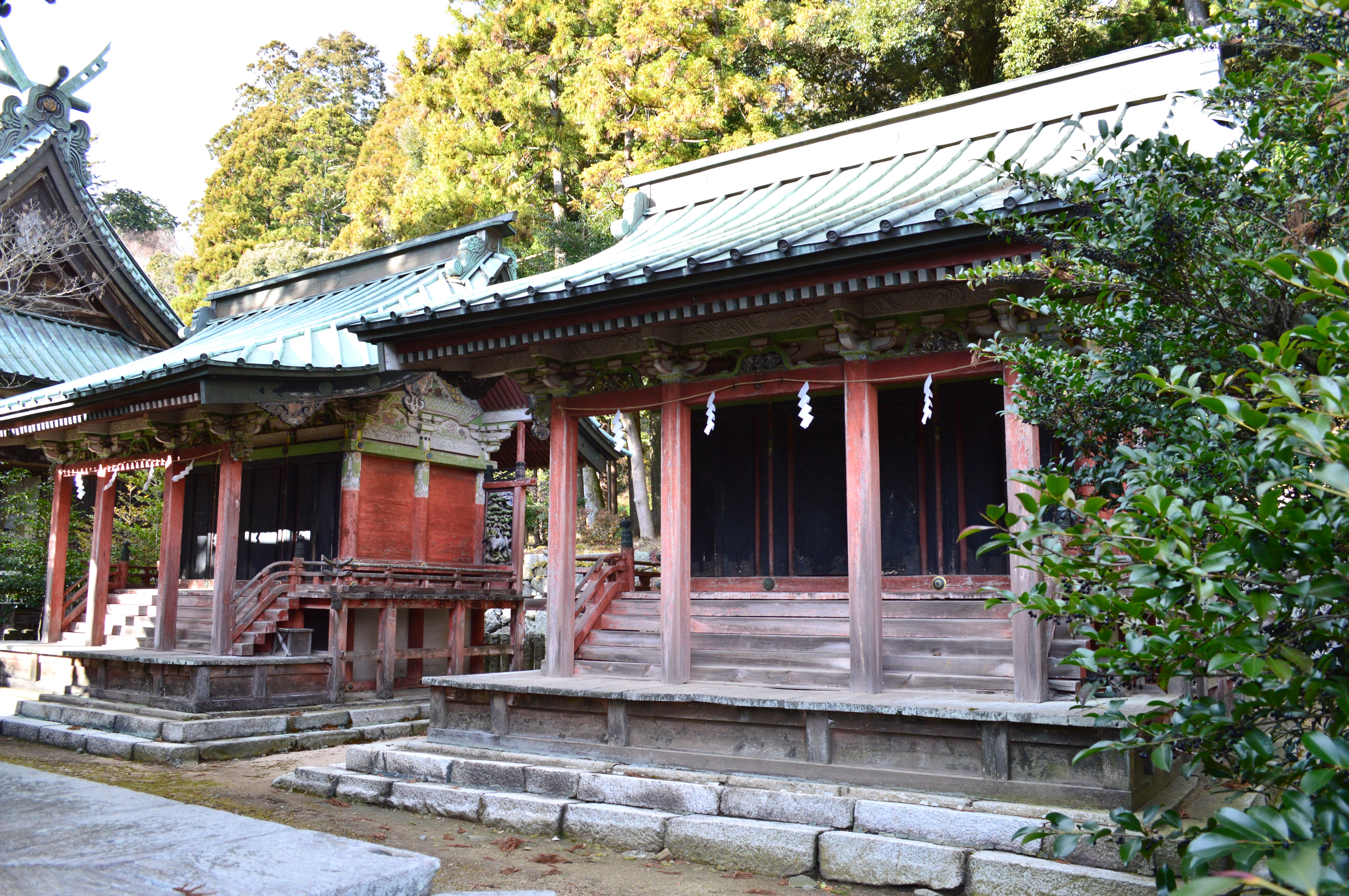
春日神社(左)と日枝神社(山王社)

- 1626年（寛永3年） : この年から1633年（寛永10年）までの間に徳川家光が山上の男体社や女体社、中腹の大御堂、三重塔、山王社、春日社、二王門、神橋などの筑波山諸堂社を新築・再建[6]。この際、建築資材の運搬用に北条村から臼井村を経て知足院に達する道が開かれる。これが筑波参道の表道（六丁石段通り）となり、知足院側から一町毎に区切り一町目から六町目となった。二、三町目の西側は西山町、西山新田町、知足院の下は門前町、一町目と西山町の間は横道町と呼ばれた[4]。

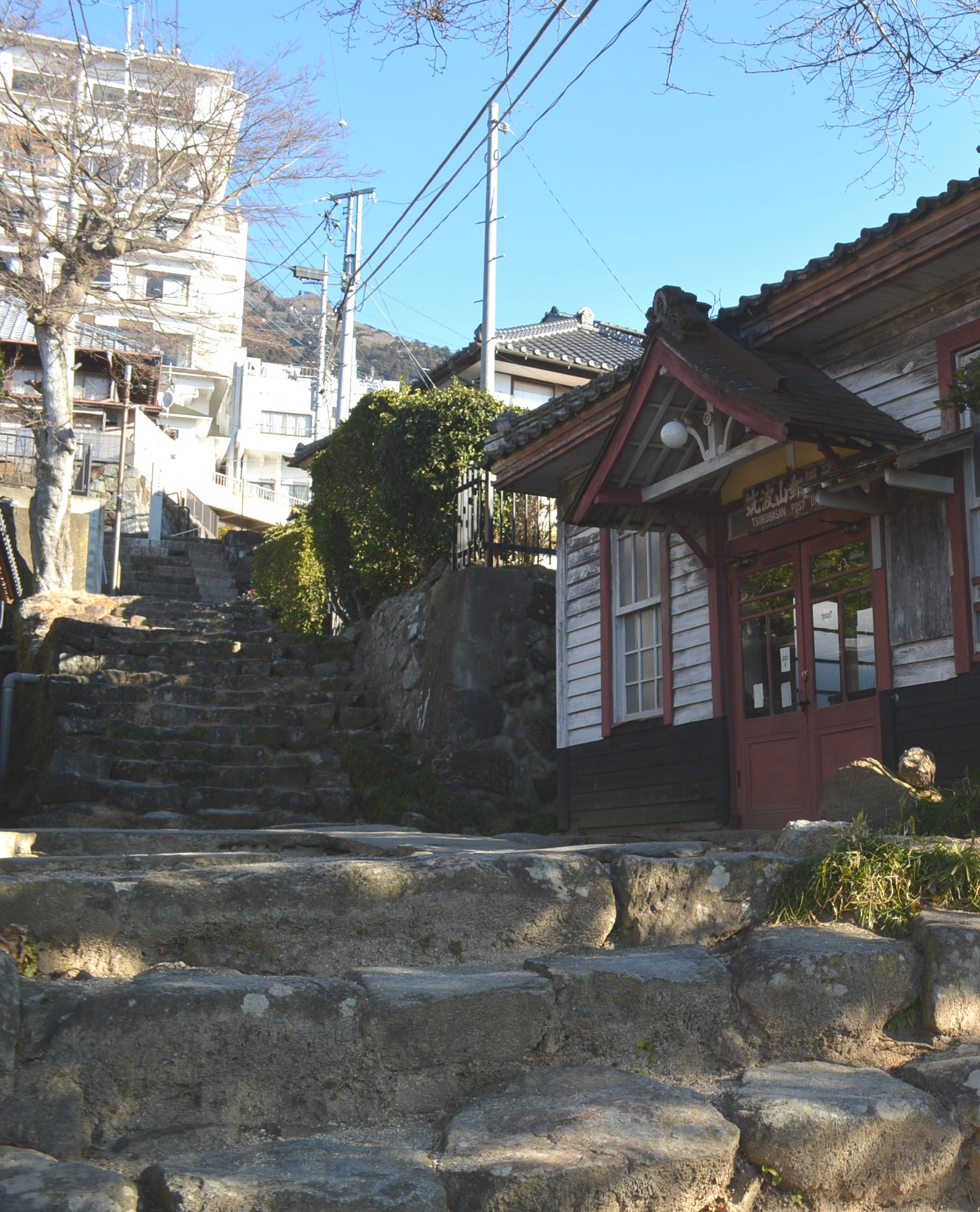
六丁石段通り(二丁目付近)

- 1655年（明暦2年） : 徳川光圀が登山、二町目広瀬宅宿泊[7]。
- 1657年（明暦3年） : 屋敷数235筆、ほかに「下見せ」8軒、「上見せ」10軒（「田畑山畑屋敷帳」杉田家文書）[8]。
- 1690年（元禄3年） : 東山には釈迦院、般若院、三明寺、大証院、真乗院、本房寺、西山には不動院、円覚寺、金剛院、遙林坊、法堂坊、千要坊があった（藤原為実「筑波の記」）[9]。
- 1695年（元禄8年） : 徳川綱吉、朱印状をもって寺号を知足院から護持院に改める[10]。
- 1755年（宝暦5年） : 東山に釈迦院、信成院、化藏院、起藏院、寿命院、三明院、月輪院、日輪院、東光院が、西山に宝憧院、大師院、仙陽院、円覚院、金剛院、慈眼院、不動院の16の僧院があった[11]。

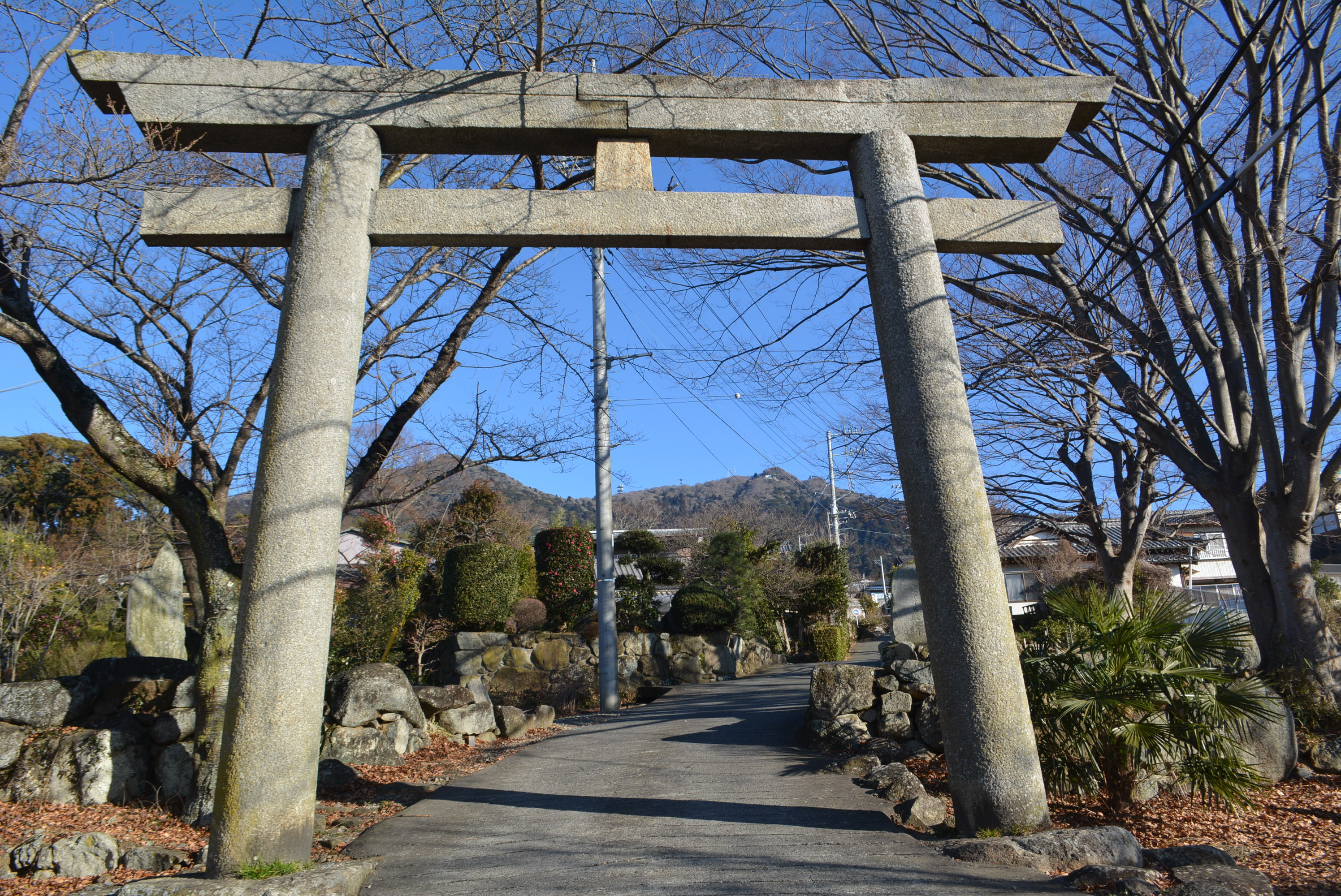
現在の六丁目の鳥居

- 1759年（宝暦9年） : 筑波入口の六町目の南表大神門が再建[12][13]。
- 1767年（明和4年） : 火災が夜11時から明け方まで続き二王門焼失（筑波は防火用水に乏しく風が激しく吹き当たるので大火になりやすかった）[14]。
- 1770年（明和7年） : 屋根葺棟梁は、西山町、東山町、門前町、横道町、六町目など、旅籠屋や小間物店の多い一～四町目以外に居住（杉田家文書）[15]。
- 1772年（安永元年） : 火災により一、二、三町目の40軒が焼ける[14]。
- 1773年（安永2年）頃 : 筑波山の現在の御幸ヶ原付近に放眼亭、依雲亭、向月亭、仰客亭、遊仙亭の五亭と呼ばれた茶屋があり、夫婦餅、田楽のみ売っていた（筑波山名跡誌全）（筑波山案内記）[16][17][18]。
- 1778年（安永7年） : 5、6月の3日間に修験者の禅定が行われる[19]。

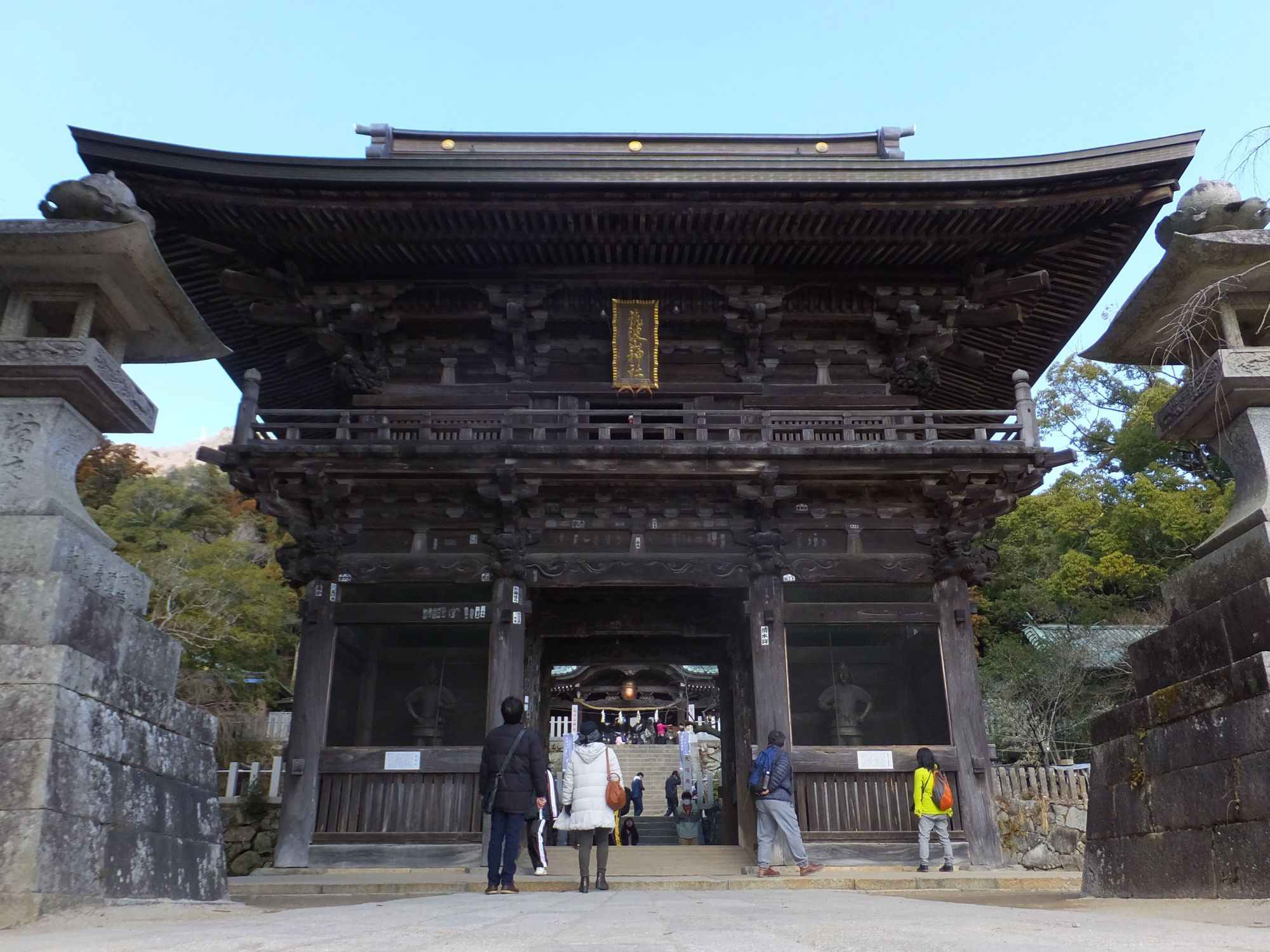
再建された二王門(現随神門)

- 1811年（文化8年） : 火災で焼失した二王門が寄付により再建[12]。
- 1813年（文化10年） : 2ヶ月間の居開帳。158両が集まる[20]。
- 1832年（天保3年） : 旅籠屋28軒が、門前町の復興と大御堂の防火に備えるために寺社奉行に対して旅籠1軒につき下男2人、下女2人の召し抱えを願い出る[21]。
- 1833年（天保4年） : 市河米庵参拝、四町目杉田宅宿泊[7]。
- 1848年（嘉永元年） : 十三塚峠（風返峠）に現鳥居建立[22]。
- 1851年（嘉永4年）12月27日 : 餅つき中の西山町の家から火災。東山町から六町目まで延焼。火元が橋のたもとであったので橋本火事と呼ばれ、筑波では12月27日に餅をつかなくなった[23]。
- 1859年（安政6年） : 禅定講が全山150カ所の禅定場を回った。夏山1カ月間の開山中の講員は2650人になった[19]。
- 1864年（元治元年） : 天狗党、筑波で挙兵。
- 1868年（明治元年） : 二町目より出火、六町目までと西山町が燃える[23]。
- 1868年（明治元年）10月 : 護持院の僧日輪院が筑波に来る。11月には復飾して筑波山神社の神職となる[24]。
- 1869年（明治2年） : 殿輩瀬尾豊四郎が神祇官から筑波山の取締方を命ぜられ、3月から仏像、仏具類の処分を開始[25]。
- 1869年（明治2年）10月 : 六丁目の金剛力士像が片付けられる[26]。復飾神職と殿輩との対立が深まる[27]。
- 1870年（明治3年） : 廃仏毀釈により境内の堂塔、大御堂が取り壊し[26]。本尊の千手観音や大仏は護国寺へ、鐘楼は慶龍寺に移った[28]。対立が深まり神官や殿輩は民部省により解任される[29]。
- 1872年（明治5年）6月 : 大御堂跡に神社の拝殿建立用小屋掛けが開始。[28]
- 1972年（明治5年）8月 : 衆徒寺などの仏像・仏具を戸長らが焼却した（勇範日記に絵あり）[30]。
- 1872年（明治5年） : 地租改正により筑波山南側全山林が境内として神社に払い下げられる[31]。人身売買禁止令により遊女たちが親元へ戻される[32]。
- 1873年（明治6年） : 吉岡芳太郎（江戸屋）、4階建て洋式旅館を完成。「オランダ屋敷」と呼ばれる[33]。

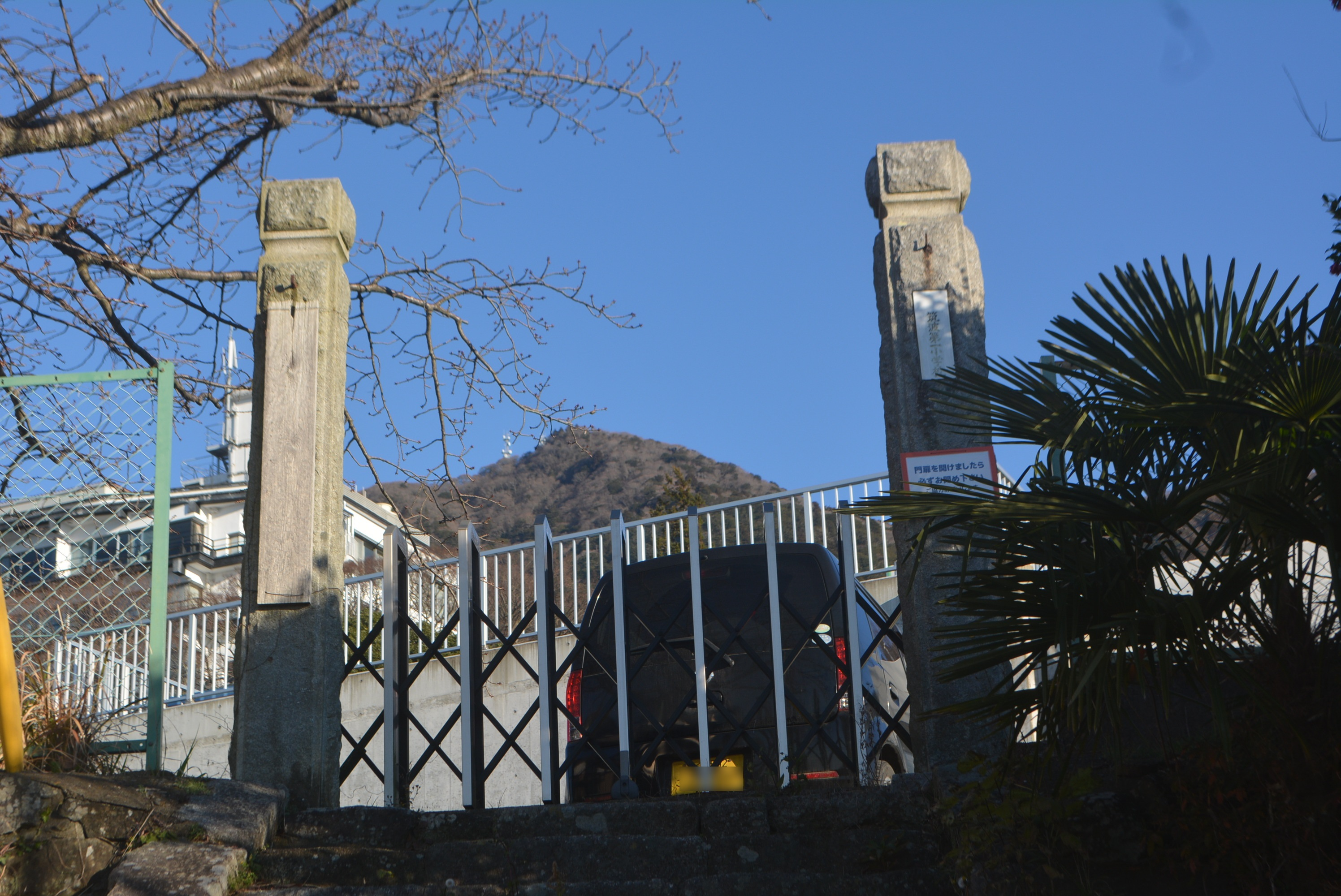
旧筑波第一小学校の門と筑波山

- 1875年（明治8年） : 筑波学校創立（当初は西山来迎寺が仮校舎。のちの筑波町立筑波第一小学校）[34]。
- 1876年（明治9年）4月 : 大御堂跡に筑波山神社拝殿が落成[31]。
- 1879年（明治12年） : 大御堂跡で全国大博覧会開催[35]。
- 1889年（明治22年） : 筑波郡沼田村、国松村、上大島村と合併し、筑波郡筑波町の大字となる。
- 1897年（明治30年） : 貸座敷業6軒、娼妓23人（茨城県統計書）[36]。
- 1901年（明治34年） : 男体山頂に「山階宮筑波山測候所」完成。
- 1907年（明治40年） : 森正隆茨城県知事が、階段のない一道を修築する、旅人宿の改良、山の施設の充実（山にツツジの植樹、山上からの郵便電話、里程標）、土産物の工夫、山の広告観光宣伝など筑波山の発展策を述べる[37]。
- 1912年（大正元年） : 観光入れ込み客数　日帰り客15万人、宿泊客1.5万人（町調べ）[38]。
- 1913年（大正2年） : 北条筑波電燈会社設立起工。白滝付近に発電所を設けた[39]。
- 1918年（大正7年） : 大字沼田に筑波駅が開業。筑波の客足が増える[40]。
- 1921年（大正10年） : 筑波劇場開業[41]。
- 1921年（大正10年）頃 : 植松得蔵が沼田（筑波駅）－神社前（筑波山神社）間に乗合自動車を営業[42]。
- 1921年（大正10年） : 筑波山微動観測所（のちの東京大学地震研究所筑波山支所）、東山に開所[43]。
- 1922年（大正11年） : 筑波駅から中腹まで自動車道路が開通。東山は寂れ、筑波の東隣の十三塚や北西の椎尾山薬王院の宿屋は廃業した[44]。
- 1923年（大正12年）3月23日 : 筑波山国立公園設置に関する建議衆議院で議決　[45]。
- 1923年（大正12年）4月18日 : 筑波の小林恒一郎外49名により、筑波駅から建設中の筑波山鋼索鉄道宮脇駅の間を結ぶ筑波登山電車免許申請[46]。
- 1925年（大正14年）10月12日 : 筑波山鋼索鉄道のケーブルカー、宮脇駅－筑波山頂駅間開通（2015年土木遺産認定）[47]。
- 1927年（昭和2年）頃 : 植松が米国のホワイト社（英語版） のバスでバス輸送を開始[48]。
- 1935年（昭和10年） : 筑波鉄道が、筑波自動車商会を吸収合併し、筑波駅―筑波神社前路線をバス営業[49]。
- 1938年（昭和13年） : 豪雨により千寺川に土石流が発生。1943年（昭和18年）までに24基の砂防堰堤群が施工された（2011年土木遺産認定）。

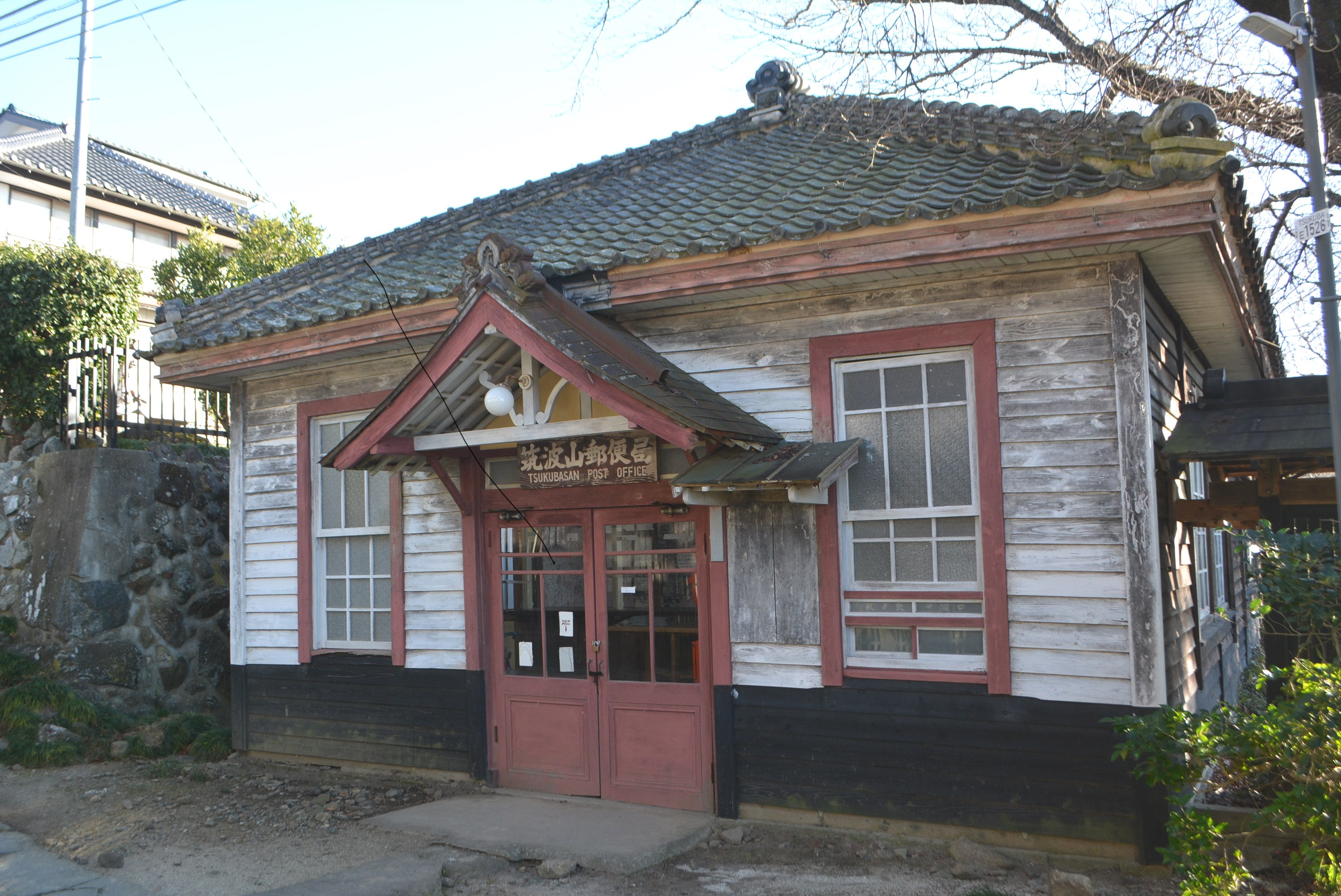
旧筑波山郵便局

- 1939年（昭和14年）9月 : 旧筑波山郵便局が竣工する（1975年まで使用）[50]。
- 1954年（昭和29年）11月 : ケーブルカー復旧[51]。
- 1960年（昭和35年） : 筑波山神社から筑波駅間2.3km県道筑波公園線を舗装[52]。
- 1961年（昭和36年） : 風返峠から湯袋峠までの湯袋林道が開通[52]。
- 1965年（昭和40年）4月28日 : 茨城県開発公社が一般自動車道事業の免許を受け東山―風返峠―つつじヶ丘間に筑波スカイラインを開通させる。[51]。
- 1965年（昭和40年）8月 : つつじヶ丘から山頂まで筑波山ロープウェイ開業[51]。
- 1966年（昭和41年）7月 : 白滝沢上流の窪地に造った観光用の池が豪雨で決壊し、下流の六所地区に被害[53]。
- 1969年（昭和44年） : 筑波山が水郷筑波国定公園に指定[54]。
- 1974年（昭和49年）10月 : 風返峠から表筑波スカイライン（筑波パープルライン）開通[54]。
- 1986年（昭和61年）5月 : 筑波町（大字筑波）と真壁町の境界が裁判の末、画定[55]。
- 1986年（昭和61年） : 北条から神郡を経て、六丁目鳥居から筑波山神社に続く参道が「つくば道」として日本の道百選に選定[53]。
- 1987年（昭和62年）3月31日 : 筑波への交通手段、筑波鉄道筑波線が廃止。
- 1988年（昭和63年） : 筑波町がつくば市と合併。つくば市大字筑波となる。
- 2005年（平成17年） : 筑波第一小学校閉校。
- 2008年（平成20年） : 東豊学園つくば松実高等学校開校。

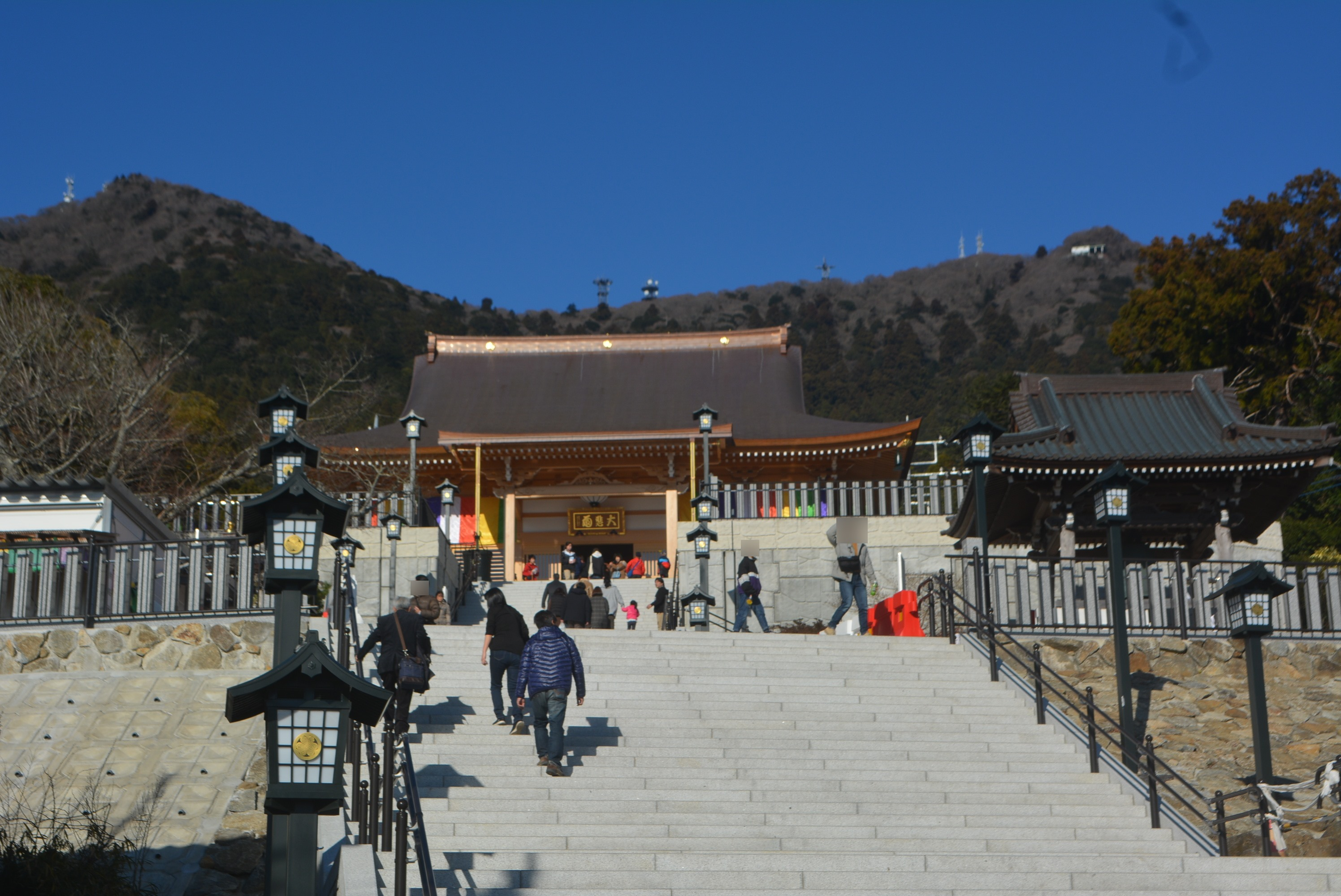
大御堂

- 2020年（令和2年）3月 : 東豊学園つくば松実高等学校閉校。

- 2020年（令和2年）3月 : 大御堂本堂落成。

## 世帯数と人口
2020年（令和2年）4月1日現在の世帯数と人口は以下の通りである。
| 大字 | 世帯数  | 人口  |
| ---- | ------- | ----- |
| 筑波 | 241世帯 | 529人 |

## 小・中学校の学区
市立小・中学校に通う場合、筑波全域が秀峰筑波義務教育学校の学区となる。

## 施設
- 筑波山神社
- 大御堂
- 筑波山神社・筑波大学計算科学研究センター共同気象観測所
- 東京大学地震研究所筑波地震観測所
- 筑波山郵便局
- 筑波山温泉
  - 江戸屋
  - 青木屋
  - 亀の井ホテル 筑波山（旧つくばグランドホテル）[57]